# Tales of Us
Tales Of Us es el sexto álbum de estudio del dúo inglés Goldfrapp. Fue lanzado el 6 de septiembre de 2013 por Mute Records y contiene un listado de 10 canciones, cuya particularidad es que la mayoría tienen nombres de personas. Debutó en el número 4 de la lista de álbumes del Reino Unido.

## Antecedentes y lanzamiento
Goldfrapp comenzó a grabar su sexto álbum de estudio en abril de 2011, en un pueblo alejado de las grandes urbes, y fue mezclado en Londres Catorce meses después, el 11 de junio de 2013, se anunció el título del álbum con una particularidad: exceptuando "Stranger", todos los títulos de las canciones son nombres de personas.
El 15 de julio de 2013, una edición promocional de la canción "Drew", fue estrenado en el programa de Lauren Laverne emitido por la BBC Radio 6 Music y a su vez, se anunció que "Drew" se lanzará como sencillo, el 2 de septiembre. Lisa Gunning, la pareja de Alison fue la encargada de la dirección de su video musical.
El álbum será editado bajo el sello Mute Records en formatos CD y LP (además de la descarga digital), y primeramente será lanzado en Reino Unido el 9 de septiembre de 2013. Un día después se lanzará en Estados Unidos, en los mismos formatos. Y finalmente se espera que para noviembre de este mismo año se pueda adquirir el Deluxe Box Set, una edición limitada que contiene 2 CD y 1 DVD, y cuyas primeras 500 copias serán firmadas por Alison Goldfrapp y Will Gregory.

## Sonido
Luego del bailable Head First, Goldfrapp ha decidido nuevamente virar hacia un sonido más ambiental. En su cuenta de Twitter, la propia Alison confirmó que este nuevo álbum tendrá un estilo similar a los anteriores Felt Mountain (2000) y Seventh Tree (2008).

## Lista de canciones
Todas las canciones escritas y compuestas por Will Gregory y Alison Goldfrapp. 
| N.º | Título     | Duración |  |
| 1.  | «Jo»       | 4:38     |  |
| 2.  | «Annabel»  | 4:01     |  |
| 3.  | «Drew»     | 4:46     |  |
| 4.  | «Ulla»     | 3:48     |  |
| 5.  | «Alvar»    | 5:37     |  |
| 6.  | «Thea»     | 4:50     |  |
| 7.  | «Simone»   | 4:18     |  |
| 8.  | «Stranger» | 4:12     |  |
| 9.  | «Laurel»   | 4:10     |  |
| 10. | «Clay»     | 4:20     |  |